# Francisco Craveiro Lopes
Francisco Higino Craveiro Lopes, född 12 april 1894, död 2 september 1964, var en portugisisk militär och politiker.
Lopes var landets president 1951-1958. Han valdes efter Oscar Carmonas död som regimens kandidat i det nyval som utlysts till presidentposten. Svårigheter att samarbeta med premiärminister Antonio Salazar, Portugals starke man, ledde till att Lopes ersattes inför 1958 års val med den mer konservative Américo Tomás. Som kompensation erbjöds Lopes rollen som motkandidat till Tomás av oppositionen till Salazar, men avstod och drog han sig tillbaka från det offentliga livet, och rollen som oppositionskandidat upptogs istället av Humberto Delgado i det första på allvar omtvistade presidentvalet sedan statskuppen 1926. Lopes utnämndes som tack till marskalk 1961.

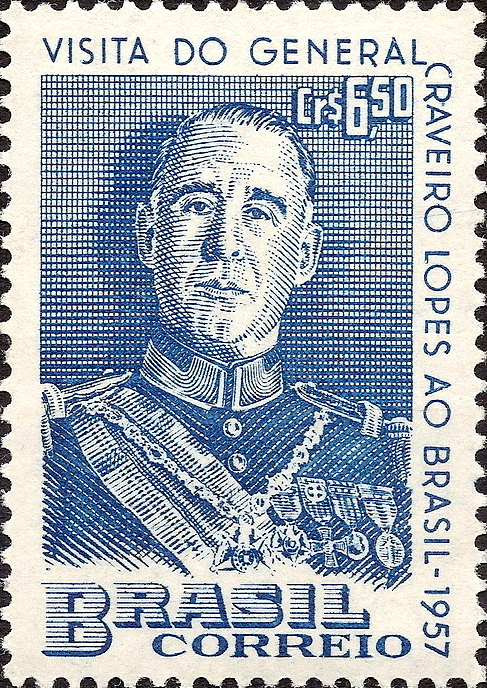
Francisco Craveiro Lopes på frimärke 1957.

## Fotnoter
1. 1 2  SNAC, SNAC Ark-ID: w6xn21d9, läs online, läst: 9 oktober 2017.[källa från Wikidata]
2. 1 2  Munzinger Personen, Munzinger person-ID: 00000004178, läst: 9 oktober 2017.[källa från Wikidata]
3. 1 2 3 4 5 6  läs online, www.ordens.presidencia.pt .[källa från Wikidata]